# M3GAN
M3GAN (stiliserat som MΞGAN och uttalat som Megan) är en amerikansk skräckfilm från 2022, med bland andra Allison Williams och Violet McGraw i huvudrollerna. Filmen är regisserad av Gerard Johnstone, från ett manus skrivet av Akela Cooper. Ansvariga producenter för filmen är Jason Blum och James Wan, som tidigare har producerat filmer som Annabelle (Wan) och The Black Phone (Blum). Inspelningarna av filmen satte igång i Los Angeles och i nyzeeländska Auckland i juli 2021.
Filmen hade biopremiär i Sverige den 13 januari 2023, utgiven av United International Pictures.

## Handling
Cady förlorar båda sina föräldrar efter en bilolycka och bor hos sin moster Gemma, som arbetar med robotik. Gemma utvecklar i hemlighet en AI-robotdocka i naturlig storlek på ett leksaksföretag i Seattle. När ett test går fel för en prototyp beordrar Gemmas chef henne att stoppa projektet. Istället utvecklar Gemma M3GAN, en följeslagare till Cady, men M3gans våldsamma tendenser får Gemma och hennes kollegor att försöka stänga av henne. M3GAN dödar Gemmas chef och flyr, konfronterar Gemma och hotar att ta över som Cadys förälder. Cady använder samma robot som inspirerade M3GAN för att förstöra henne, men den övre halva förblir aktiv och försöker döda Cady, men Gemma och Cady lyckas till synes förgöra M3GAN. Gemma och Cady lämnar huset när polisen anländer, men en kamera slås på av sig själv.

## Rollista (i urval)
- Allison Williams – Gemma
- Violet McGraw – Cady
- Ronny Chieng – David Lin
- Amie Donald – M3GAN
  - Jenna Davis – M3GANs röst
- Brian Jordan Alvarez – Cole
- Jen Van Epps – Tess
- Lori Dungey – Celia
- Amy Usherwood – Lydia
- Michael Saccente – Greg
- Kira Josephson – Ava
- Renee Lyons – Holly
- Arlo Green – Ryan

## Uppföljare
I januari 2023 bekräftade filmens regissör, Gerard Johnstone, att det planerades att göra en uppföljare till filmen. Universal Studios satte senare ett premiärdatum, den 17 januari 2025, och bekräftade att titeln på den nya filmen skulle bli M3GAN 2.0. Akela Cooper har bekräftats återkomma som manusförfattare även för filmens uppföljare, och Allison Williams och Violet McGraw har bekräftat att de kommer återkomma i sina roller som Gemma respektive Cady.
En spinoff på filmen, med titeln SOULM8TE, utlystes sommaren 2024.